# 김소희 (1973년)
김소희는 대한민국의 재단법인 기후변화센터 사무총장이다. 제22대 국회의원이다.

## 학력
- 1992. 2. 서울 풍문여자고등학교 졸업
- 1998. 2. 덕성여자대학교 영어영문학과 졸업
- 2008. 9. The School of Oriental and African Studies(SOAS), University of London, UK, MSc Development Studies 졸업(석사)
- 2020. 9. 서울대 농업생명대학원 농경제사회학부(수료)

## 경력
- 제21대 대통령 선거 국민의힘 김문수 대통령 후보 직속 총괄특보단 기후·환경 특보단장(2025. 5.~2025. 6.)
- 국민의힘 한동훈 제21대 대통령 선거 경선후보 국민먼저 캠프 직능위원장(2025. 4.~2025. 5.)
- 국민의힘 비상계엄 사태 이후의 정국 수습 방안과 윤석열 대통령의 질서 있는 퇴진 방안을 마련하기 위한 정국 안정화 태스크포스 위원(2024. 12.~2024. 12.)
- 여의도연구원 여론조사 제도를 개선하기 위한 태스크포스 위원(2024. 12.~2024. 12.)
- 국민의힘 정책위원회 산하 AI 세계 3대 강국 도약 특별위원회 위원(2024. 11.~2025. 6.)
- 국민의힘 노동전환 특별위원회 위원(2024. 10.~)
- 여의도연구원 부원장(2024. 9.~2024. 12.)
- 국민의힘 호남동행 국회의원 발대식 명예의원(광주광역시 겸 전라남도 강진군) (2024. 9.~)
- 국민의힘 격차해소특별위원회 간사(2024. 8.~2024. 12.)
- 국민의힘 정책위원회 산하 시급한 민생 현안 해결을 위한 기후위기대응특별위원회 위원(2024. 6.~2024. 7.)
- 국민의힘 정책위원회 산하 시급한 민생 현안 해결을 위한 에너지특별위원회 위원(2024. 6.~2024. 7.)
- 국민의힘 원내부대표(2024. 5.~2025. 6.)
- 제22대 국회의원(비례대표, 국민의힘, 2024. 5.~)
  - 제22대 국회 전반기 국회운영위원회 위원(2024. 6.~2024. 6.)
  - 제22대 국회 전반기 환경노동위원회 위원(2024. 6.~)
    - 제22대 국회 전반기 환경노동위원회 환경법안심사소위원회 위원
    - 제22대 국회 전반기 환경노동위원회 예산결산기금심사소위원회 위원

  - 제22대 국회 전반기 여성가족위원회 위원(2024. 6.~2024. 7.)
  - 국회수소경제포럼 연구책임의원
  - 국회 K-헬스케어·웰다잉 포럼 연구책임의원
  - 제22대 국회 기후위기 특별위원회 위원(2025. 3.~2025. 8.)
    - 제22대 국회 기후위기 특별위원회 탄소중립기본법 심사 소위원회 위원

  - 제22대 국회 기후위기 특별위원회 간사(2025. 8.~)
    - 제22대 국회 기후위기 특별위원회 배출권거래법 및 기후예산 심사 소위원회 위원장
- 국민의미래 4·10 총선 중앙선거대책위원회 공보단 대변인(2024. 3.~2024. 4.)
- 국민의미래 비례대표 국회의원 후보 (2024. 3.~2024. 4.)
- 대통령 직속 2050 탄소중립 녹색성장 위원회 녹색성장위원회 국제협력분과 민간위원 (2022~2024. 4.)
- 재단법인 기후변화센터 사무총장(2016~2024. 4.)
- 재단법인 기후변화센터 사무국장(2010. 4.~2015. 12.)
- 아시아녹화기구(기후변화센터 병설기관) 사무총장(겸임, 2014. 3.~2024. 4.)
- 사단법인 한국신재생에너지학회 부회장(2014. 6.~2024. 4.)

## 역대 선거 결과
| 실시년도 | 선거   | 대수 | 직책     | 선거구   | 정당       | 득표수       | 득표율          | 순위         | 당락 | 비고 |
| -------- | ------ | ---- | -------- | -------- | ---------- | ------------ | --------------- | ------------ | ---- | ---- |
| 2024년   | 총선   | 22대 | 국회의원 | 비례대표 | 국민의미래 | 10,395,264표 | \| \| 36.67% \| | 비례대표 7번 |      | 초선 |
|          | 36.67% |      |          |          |            |              |                 |              |      |      |

## 소속 정당
| 소속 정당 | 소속 정당  | 소속 기간 | 비고      |
| --------- | ---------- | --------- | --------- |
|           | 국민의힘   | 2024      | 정계 입문 |
|           | 무소속     | 2024      | 탈당      |
|           | 국민의미래 | 2024      | 입당      |
|           | 국민의힘   | 2024~현재 | 합당      |

## 같이 보기
- 대한민국 제22대 국회의원 선거 국민의미래 후보 목록#비례대표